# Cicle de Calvin

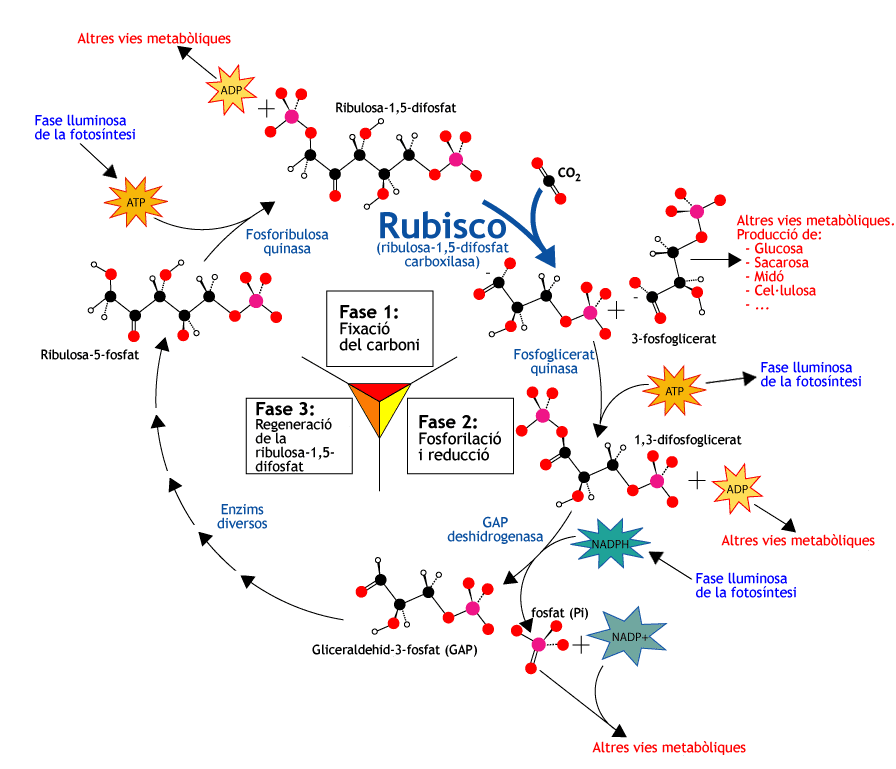
Esquema general del cicle de Calvin

El cicle de Calvin (també anomenat cicle de Calvin-Benson) és un conjunt de reaccions bioquímiques que es produeixen a l'estroma dels cloroplasts dels organismes que fan la fotosíntesi. Fou descobert per Melvin Calvin i Andy Benson a la Universitat de Califòrnia, Berkeley. Inicialment es va pensar que aquestes reaccions tenien lloc en absència de llum i més tard es va concloure que eren independents de la presència o no de llum, actualment, però, se sap que requereixen llum per poder-se dur a terme, ja que la RuBisCO (enzim que fixa el carboni) necessita llum per treballar. Igualment es poden seguir trobant referències on s'anomenen (de manera incorrecta) fase fosca de la fotosíntesi.

## Visió general
Mitjançant la fotosíntesi els organismes fotosintètics transformen l'energia de la llum en energia química que emmagatzemen en forma de glucosa.
El cicle de Calvin hi té un paper essencial en aquest procés: aprofita l'energia de molècules electrònicament excitades de vida curta per a transformar el diòxid de carboni i l'aigua en molècules orgàniques. Aquestes molècules orgàniques poden ser utilitzades per l'organisme que les produeix (i també pels animals que se n'alimenten) i per això d'aquesta sèrie de reaccions també se'n diu fixació del carboni.
L'enzim clau del cicle és la ribulosa-1,5-difosfat-carboxilasa (rubisco) que catalitza la unió d'una molècula de ribulosa-1,5-difosfat i una molècula de diòxid de carboni que, d'aquesta manera, s'incorpora a una molècula orgànica.
La reacció general del cicle de Calvin és la següent:
3 CO₂ + 6 NADPH + 9 ATP → GAP + 6 NADP+ + 9 ADP + 9 Pi
El GAP o gliceraldehid-3-fosfat, el principal producte de la fotosíntesi, pot ser utilitzat a diferents vies fotosintètiques. Per exemple, pot convertir-se a fructosa-6-fosfat per una nova acció del cicle de Calvin i, posteriorment, en glucosa-1-fosfat, molècula precursora dels glúcids complexos de les plantes (per exemple la sacarosa, el midó o la cel·lulosa). Per a obtenir una molècula de glucosa-1-fosfat calen dos cicles del cicle de Calvin i la reacció global és la següent:
6 CO₂ + 12 NADPH + 18 ATP → C₆H₁₂O₆P + 12 NADP+ + 18 ADP + 17 Pi
Els enzims que participen són funcionalment equivalent a enzims que s'utilitzen a altres vies metabòliques com la glucòlisi o la gluconeogènesi però el fet de trobar-se a l'estroma dels cloroplasts i no al citoplasma cel·lular fa que les vies puguin funcionar de manera independent. Els enzims del cicle de Calvin es poden agrupar en:
- Enzims comuns a la glucòlisi:
  - Fosfoglicerat cinasa
  - Aldolasa
  - Triosafosfat isomerasa
- Enzims comuns a la via de les pentoses
  - Transcetolasa
  - Fosfopentosa isomerasa
  - Fosfopentosa epimerasa
- Enzims comuns a la gluconeogènesi
  - Fructosa difosfatasa
- Enzims particulars del cicle de Calvin
  - Ribulosa-1,5-difosfat-carboxilasa (Rubisco), que és l'enzim que regula la velocitat del cicle
  - Fosfatasa
  - Fosforibulosa cinasa
  - Gliceraldehid-3-fosfat deshidrogenasa específica de NADP+

## Fases del cicle de Calvin
Està dividida en tres fases principals (algunes versions del cicle de Calvin consideren un nombre de fases diferents segons com agrupen les reaccions que hi tenen lloc):

### Fase 1: Fixació del CO₂
L'enzim rubisco és el responsable de la reacció, la més important del cicle de Calvin, en la qual es produeix la fixació del CO₂ a una molècula de ribulosa-1,5-difosfat per a formar dues molècules de 3-fosfoglicerat.

### Fase 2: Fosforilació i reducció
Les reaccions són les següents:
- El 3-fosfoglicerat és fosforilat, per acció de l'ATP i l'enzim fosfoglicerat cinasa, per a formar 1,3-difosfoglicerat.
- L'enzim gliceraldehid-3-fosfat deshidrogenasa específica de NADP+ catalitza la reducció de l'1,3-difosfoglicerat per a formar gliceraldehid-3-fosfat (GAP). En algunes versions del cicle de Calvin aquesta reacció es considera de manera independent i s'anomena fase reductiva.

En conjunt, en aquestes dues primeres fases, tres molècules de ribulosa-1,5-fosfat reaccionen amb tres molècules de CO₂ per a produir sis molècules de gliceraldehid-3-fosfat, amb la participació de sis molècules d'ATP, que es transformen en ADP i sis de NADPH que es transformen en NADP+. Tant l'ATP com el NADPH s'obtenen a les reaccions de la fase lluminosa de la fotosíntesi. La reacció general de les dues primeres fases és la següent:
3 ribulosa-1,5-fosfat + 3 CO₂ + 6 ATP + 6 NADPH → 6 GAP + 6 ADP + 6 NADP+
Aquest procés és equivalent a la síntesi d'una molècula de gliceraldehid-3-fosfat a partir de tres molècules de CO₂.

### Fase 3: Regeneració de la ribulosa-1,5-difosfat
Aquesta fase conté un conjunt de reaccions mitjançant les quals es regenera la ribulosa-1,5-difosfat. Les reaccions són les següents:
- La triosa fosfat isomerasa transforma algunes molècules de GAP en dihidroxiacetona fosfat (DHAP), una molècula que té també tres àtoms de carboni.
- L'aldolasa i la fructosa difosfatasa formen una molècula de fructosa-6-fosfat (F6P), que té sis carbonis (C6), a partir d'una molècula de DHAP i una de GAP. En aquesta reacció de condensació s'allibera un Pi.
- La F6P es combina llavors amb una altra molècula de GAP (en total, nou àtoms de C) per a formar, per acció de la transcetolasa, dues molècules; una de xilulosa-5-fosfat (X5P) i una d'eritrosa-4-fosfat (E4P).
- L'E4P i la DHAP són transformades en sedoheptulosa-1,7-fosfat (C7) per acció de l'aldolasa i posteriorment la sedoheptulosa difosfatasa catalitza la desfosforilació a sedoheptulosa-7-fosfat (S7P), alliberant-se un Pi.
- La S7P és combinada amb un altre GAP (10 C en total) i trencada, per acció de la transcetolasa, en dues molècules de cinc carbonis: una X5P i ribosa-5-fosfat (R5P).
- La X5P és transformada en ribulosa-5-phosphate (Ru5P) per la fosfopentosa epimerasa. La R5P també és transformada en Ru5P per la ribosa isomerasa.
- Finalment, l'enzim fosforibulosa cinasa catalitza la fosforilació de la Ru5P a expenses d'ATP i origina ribulosa-1,5-difosfat, completant d'aquesta manera el cicle de Calvin.

La reacció global és la següent:
5 GAP + 3 ATP → 3 ribulosa-1,5-difosfat + 3 ADP + 2 Pi
De les sis molècules de GAP (3C) obtingudes a la primera fase, cinc s'utilitzen per a regenerar les tres molècules de ribulosa-1,5-difosfat amb les quals ha començat el cicle i una molècula pot derivar cap a altres vies anabòliques en les quals se sintetitzaran altres compostos orgànics.

## Regulació del cicle de Calvin
La reacció limitant del cicle de Calvin és la catalitzada per l'enzim rubisco (ribulosa-1,5-difosfat carboxilasa). Aquest enzim té una activitat que depèn de diversos factors relacionats amb la presència de la llum i és per això que la denominació de 'fase fosca' resulta poc adequada. En realitat, la llum estimula el cicle de Calvin i desactiva la glicòlisi, mentre que la foscor té l'efecte contrari. D'aquesta manera s'evita que els organismes fotosintètics entrin en un cicle fútil utilitzant l'ATP generat durant la glicòlisi i la respiració de la glucosa per a sintetitzar glucosa en el cicle de Calvin, processos que són bioquímicament inversos i que no tindrien una productivitat neta.

## Relació amb la fotorespiració
En presència de llum les plantes consumeixen O₂ i desprenen CO₂ per una via diferent a la fosforilació oxidativa anomenada fotorespiració. Aquest procés, en condicions de baixes concentracions de CO₂ i elevades d'O₂, pot arribar a superar la fixació neta de CO₂ al cicle de Calvin.
La fotorespiració es produeix especialment a elevades temperatures: llavors l'enzim rubisco reacciona amb l'O₂ en comptes de fer-ho amb el CO₂ de manera que la ribulosa-1,5-difosfat es transforma en 3-fosfoglicerat (3PG) i 2-fosfoglicolat.
La fotorespiració sembla un procés superflu que elimina en part els productes de la fotosíntesi i, tot i que en certes condicions té la seva utilitat, les plantes disposen de mecanismes per a evitar els seus efectes perjudicials.